# Ярылгач
Ярылга́ч или Сасык или Карлавское (укр. Ярилгач, крымскотат. Yarılğaç, Ярылгъач) — 4-е по площади озеро Черноморского района и 5-е — Тарханкутского полуострова, расположенное на западе центральной части Черноморского района. Площадь водного зеркала — 1,6 км². Тип общей минерализации — солёное, по химическому составу — горько-солёное. Происхождение — лиманное. Группа гидрологического режима — бессточное.

## География
Входит в Тарханкутскую группу озёр. Ярылгач представляет собой небольшое грязе-солёное озеро, расположенное в центральной части Черноморского района Крыма. Длина — 2,3 км. Ширина средняя — 0,7 км, наибольшая — 1,4 км. Глубина средняя — 0,2 м, наибольшая — 0,45 м. Высота над уровнем моря — −0,4 м. Площадь водосборного бассейна — 21,6 км². Озеро используется в рекреации.
Вместе с озёрами Джарылгач и Панское входит в группу озёр, прилегающих к Ярылгачской бухте. От Ярылгачской бухты озеро отделено перешейком (песчаной пересыпью) (где расположена дорога Т-01-07), а от озера Джарылгач — перешейком (где расположена дорога Межводное—Красная Поляна). Образовалось в результате затопления морем приустьевых частей балок и отшнуровывания их от моря песчано-ракушечными пересыпями. Пересыпь озера к настоящему времени геологически полностью не сложилась, сохранились понижения, прорываемые во время волнения моря.
Уровень воды в засимости от сезона значительно колеблется: весной и осенью он увеличивается за счёт вод Ярылгачской бухты, которые попадают вовремя разливов и штормов, иногда перекрывая автомобильное сообщение с районным центром посёлком Черноморское по дороге Т-01-07; летом уровень зачастую падает до критического из-за очень засушливой погоды в июле и августе.
Среднегодовое количество осадков — менее 350 мм. Основной источник — поверхностные и подземные воды Причерноморского артезианского бассейна.

## Рекреация
Дно озера покрыто 5-35-сантиметровым слоем высокоминерализированной грязи. Помимо грязей на дне озера, грязи также расположены в резервуаре, что западнее озера (через насыпную тырсовую дорогу).
Иловые сульфатовые грязи озера постановлением Кабинета министров Украины от 11.12.1996 г., № 1499; ДСТУ 878—93 отнесены к лечебным. Воду местные жители используют в лечебных целях.
По мнению Крымской республиканской ассоциации «Экология и мир», рекреационный ресурс озера — лечебные грязи — уничтожаются под действием нерационального бесконтрольного массового использования. Специалисты ассоциации считают, что использование ресурса должно проходить под контролем Министерства здравоохранения и санитарных служб Крыма.